# Майкл Волфорд
Майкл Волфорд (англ. Michael Walford, 27 листопада 1915 — 16 січня 2002) — британський хокеїст на траві.
Срібний призер Олімпійських Ігор 1948 року.